# 六帶複齒脂鯉
六帶複齒脂鯉為輻鰭魚綱脂鯉目複齒脂鯉科的其一種。

## 分布
本魚分布於非洲剛果河流域。

## 特徵
本魚幼魚身上有六道黑色條紋，大多延伸至腹部。頭部較小，吻部較尖，頭下方為銀色。所有主鰭都呈橘色，部分區域有黃色。小脂鰭為黑色，外原為紅黑色。體長可達76公分。

## 生態
本魚棲息在雨林的溪流中，性情溫和，屬雜食性(偏愛草食性)。

## 經濟利用
為觀賞性魚類，需要較大的活動空間。幼魚色彩鮮豔，成魚身上的黑斑紋消失，體色變成灰色。